# Seznam představitelů Města Touškova

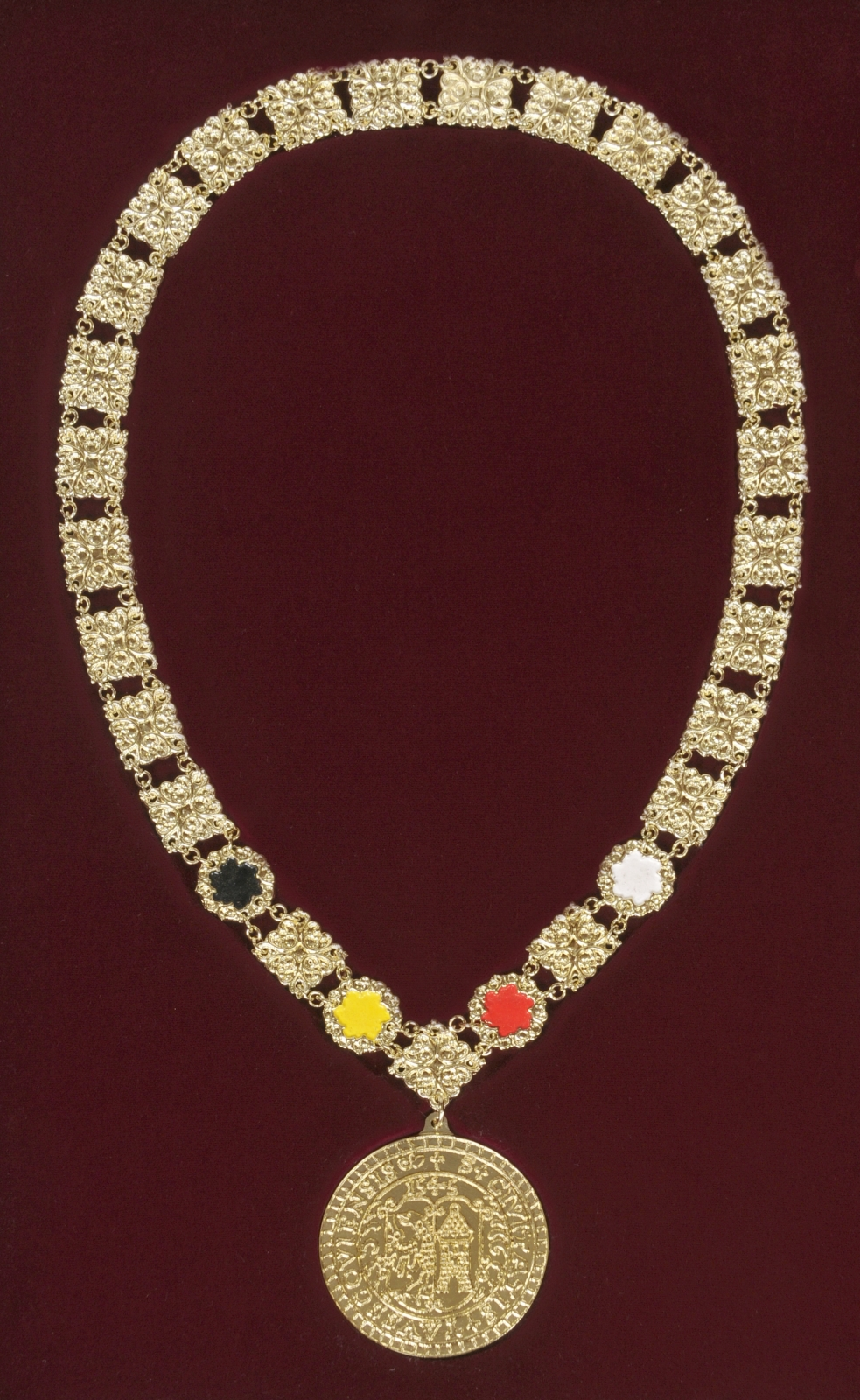
Pozlacený starostenský řetěz s touškovskou pečetí. Městské barvy symbolizují vlajku Města Touškova.

## Nejvyšší představitelé města Město Touškov od roku 1580
| Od   | Do   | Jméno                    | PP         | Funkce                  | Poznámka                                        |
| ---- | ---- | ------------------------ | ---------- | ----------------------- | ----------------------------------------------- |
| 1580 | 1582 | Linhart Srnovec          | BEZPP      | purkmistr               |                                                 |
| 1582 | 1585 | Jakub Kurkovský          | BEZPP      | purkmistr               |                                                 |
| 1585 | 1589 | Zykmund Kredl            | BEZPP      | purkmistr               |                                                 |
| 1589 | 1593 | Kryštof Lukášovic        | BEZPP      | purkmistr               |                                                 |
| 1593 | 1599 | Jan Mužík                | BEZPP      | purkmistr               |                                                 |
| 1599 | 1602 | Zachariáš Kurkovský      | BEZPP      | purkmistr               |                                                 |
| 1602 | 1612 | Petr Křimický            | BEZPP      | purkmistr               |                                                 |
| 1612 | 1614 | Matěj Kolínský           | BEZPP      | purkmistr               |                                                 |
| 1614 | 1617 | Petr Křimický            | BEZPP      | purkmistr               |                                                 |
| 1617 | 1624 | Matěj Kolinecký          | BEZPP      | purkmistr               |                                                 |
| 1624 | 1630 | Jan Halašek              | BEZPP      | purkmistr               |                                                 |
| 1630 | 1638 | Matěj Kolinecký          | BEZPP      | purkmistr               |                                                 |
| 1638 | 1640 | Daniel Jakoubek          | BEZPP      | purkmistr               |                                                 |
| 1640 | 1643 | David Wolffram st.       | BEZPP      | purkmistr               |                                                 |
| 1643 | 1645 | Jan Nevarna              | BEZPP      | purkmistr               |                                                 |
| 1645 | 1650 | David Wolffram st.       | BEZPP      | purkmistr               |                                                 |
| 1650 | 1653 | Kašpar Ignác Křimický    | BEZPP      | purkmistr               |                                                 |
| 1653 | 1654 | Martin Trečka            | BEZPP      | purkmistr               |                                                 |
| 1654 | 1667 | David Wolffram st.       | BEZPP      | purkmistr               |                                                 |
| 1667 | 1671 | David Wolffram ml.       | BEZPP      | purkmistr               |                                                 |
| 1671 | 1673 | Jan Ondřej Reder         | BEZPP      | purkmistr               |                                                 |
| 1673 | 1680 | Martin Kottffick         | BEZPP      | purkmistr               |                                                 |
| 1680 | 1683 | Kašpar Wisinger          | BEZPP      | purkmistr               |                                                 |
| 1683 | 1684 | Lukáš Plotzer            | BEZPP      | purkmistr               |                                                 |
| 1684 | 1688 | Matěj Uhll               | BEZPP      | purkmistr               |                                                 |
| 1688 | 1695 | Kašpar Wisinger          | BEZPP      | purkmistr               |                                                 |
| 1695 | 1697 | Matěj Uhll               | BEZPP      | purkmistr               |                                                 |
| 1697 | 1699 | Jan Bedřich Schracker    | BEZPP      | purkmistr               |                                                 |
| 1699 | 1701 | Matyáš Uhll              | BEZPP      | purkmistr               |                                                 |
| 1701 | 1707 | Maxmilián Koshin         | BEZPP      | purkmistr               |                                                 |
| 1707 | 1719 | Samuel František Schmidt | BEZPP      | purkmistr               |                                                 |
| 1719 | 1730 | Jan Kryštof Fritsch      | BEZPP      | purkmistr               |                                                 |
| 1730 | 1744 | Nikodém Wanka            | BEZPP      | purkmistr               |                                                 |
| 1744 | 1762 | Karel Uhl                | BEZPP      | purkmistr               |                                                 |
| 1762 | 1770 | Antonín Platzer          | BEZPP      | purkmistr               |                                                 |
| 1770 | 1772 | Josef Fischer            | BEZPP      | purkmistr               |                                                 |
| 1772 | 1778 | Bedřich Wanka            | BEZPP      | purkmistr               |                                                 |
| 1778 | 1782 | Zacharyáš Schrell        | BEZPP      | purkmistr               |                                                 |
| 1782 | 1786 | Andreas Petz             | BEZPP      | purkmistr               |                                                 |
| 1786 | 1787 | Antonín Schleigert       | BEZPP      | purkmistr               |                                                 |
| 1787 | 1793 | Jiří Leobl               | BEZPP      | purkmistr               |                                                 |
| 1793 | 1794 | Antonín Schleigert       | BEZPP      | purkmistr               |                                                 |
| 1794 | 1803 | Josef Hahnenkamm         | BEZPP      | purkmistr               |                                                 |
| 1803 | 1825 | Josef Fencl              | BEZPP      | purkmistr               |                                                 |
| 1825 | 1827 | Vojtěch Hecht            | BEZPP      | purkmistr               |                                                 |
| 1827 | 1841 | Matyáš Schramek          | BEZPP      | purkmistr               |                                                 |
| 1841 | 1885 | MUDr. Josef Fencl        | BEZPP      | purkmistr               | od r. 1948 starosta, nejdéle úřadující (44 let) |
| 1885 | 1900 | Josef Watzick            | BEZPP      | starosta                |                                                 |
| 1900 | 1911 | Jan Watzick              | BEZPP      | starosta                |                                                 |
| 1911 | 1919 | Jan Schindler            | BEZPP      | starosta                |                                                 |
| 1919 | 1924 | Josef Bleier             | BEZPP      | starosta                |                                                 |
| 1924 | 1929 | Antonín Buckl            | BEZPP      | starosta                |                                                 |
| 1929 | 1932 | Jan Beer                 | BEZPP      | starosta                |                                                 |
| 1932 | 1933 | František Schierl        | BEZPP      | starosta                |                                                 |
| 1933 | 1933 | Josef Bachstein          | BEZPP      | starosta                |                                                 |
| 1933 | 1934 | Eduard Röhlich           | BEZPP      | starosta                |                                                 |
| 1934 | 1936 | Čeněk Werner             | BEZPP      | předseda správní komise |                                                 |
| 1936 | 1938 | František Našinec        | BEZPP      | předseda správní komise |                                                 |
| 1938 | 1939 | Karel Suk                | SdP, NSDAP | starosta                |                                                 |
| 1939 | 1945 | Karel Jungschaffr        | NSDAP      | starosta                | v r. 1945 spáchal sebevraždu (otrávil se)       |
| 1945 | 1945 | František Raiser         | BEZPP      | starosta                | starostou jmenován americkou armádou            |
| 1945 | 1946 | Jan Scheinherr           | BEZPP      | předseda MNV            |                                                 |
| 1946 | 1948 | Antonín Mentlík          | BEZPP      | předseda MNV            |                                                 |
| 1948 | 1949 | Matouš Živný             | KSČ        | předseda MNV            |                                                 |
| 1949 | 1957 | Josef Rada               | KSČ        | předseda MNV            |                                                 |
| 1957 | 1960 | Matouš Živný             | KSČ        | předseda MNV            |                                                 |
| 1960 | 1965 | Karel Titze              | KSČ        | předseda MNV            |                                                 |
| 1965 | 1981 | Jaroslav Kaltenbruner    | KSČ        | předseda MNV            | od r. 1972 předseda MěNV                        |
| 1981 | 1989 | Jan Hájek                | KSČ        | předseda MěNV           |                                                 |
| 1989 | 1990 | Miloslav Šantora         | KSČ        | předseda MěNV           |                                                 |
| 1990 | 1991 | Miloš Kalas              | OF         | starosta                | rezignoval na svou funkci                       |
| 1991 | 2000 | Miroslav Trcala          | ČSSD       | starosta                | odvolán z funkce                                |
| 2000 | 2008 | Josef Fišer              | KSČM       | starosta                | odvolán z funkce                                |
| 2008 | 2014 | Vilma Kunešová           | ODS        | starostka               |                                                 |
| 2014 | 2022 | Iveta Zajíčková          | BEZPP      | starostka               |                                                 |
| 2022 | -    | Ing. Kateřina Duchková   | BEZPP      | starostka               |                                                 |

## Seznam místostarostů města Město Touškov od roku 1989
| Od   | Do   | Jméno                   | PP      | Funkce         | Poznámka              |
| ---- | ---- | ----------------------- | ------- | -------------- | --------------------- |
| 1989 | 1990 | Miroslav Lávička        | BEZPP   | místostarosta  |                       |
| 1990 | 1991 | Miroslav Trcala         | ČSSD    | místostarosta  | zvolen starostou      |
| 1991 | 1994 | Ing. Karel Walter       | BEZPP   | místostarosta  |                       |
| 1994 | 2000 | Josef Fišer             | KSČM    | místostarosta  | zvolen starostou      |
| 2000 | 2002 | Arpád Samko             | KDU-ČSL | místostarosta  |                       |
| 2002 | 2006 | Miroslav Trcala         | ČSSD    | místostarosta  |                       |
| 2006 | 2008 | Vilma Kunešová          | ODS     | místostarostka | zvolena starostkou    |
| 2008 | 2010 | Pavel Foltýn            | ODS     | místostarosta  |                       |
| 2010 | 2011 | Tomáš Páv               | BEZPP   | místostarosta  | rezignoval na funkci  |
| 2011 | 2012 | Mgr. Jaroslava Königová | ODS     | místostarostka | rezignovala na funkci |
| 2011 | 2022 | Jan Veselý              | BEZPP   | místostarosta  |                       |
| 2022 | -    | Daniel Vávra            | BEZPP   | místostarosta  |                       |
| 2022 | -    | Vilma Kunešová          | BEZPP   | místostarostka |                       |

## Seznam tajemníků úřadu města Město Touškov od roku 1945
| Od   | Do   | Jméno               | PP    | Funkce        | Poznámka                 |
| ---- | ---- | ------------------- | ----- | ------------- | ------------------------ |
| 1945 | 1947 | Jaroslav Mach       | BEZPP | tajemník MNV  |                          |
| 1947 | 1948 | Vladimír Levora     | BEZPP | tajemník MNV  |                          |
| 1948 | 1949 | Vladimír Čuba       | KSČ   | tajemník MNV  |                          |
| 1949 | 1953 | Bohumil Javornický  | KSČ   | tajemník MNV  |                          |
| 1953 | 1955 | Julius Chovan       | KSČ   | tajemník MNV  |                          |
| 1955 | 1958 | Karel Šmídl         | KSČ   | tajemník MNV  |                          |
| 1958 | 1975 | Oldřich Kříž        | KSČ   | tajemník MNV  | od r. 1972 tajemník MěNV |
| 1975 | 1983 | Václav Webr         | KSČ   | tajemník MěNV |                          |
| 1983 | 1989 | Milan Bártík        | KSČ   | tajemník MěNV |                          |
| 1989 | 1990 | Miloš Kalas         | OF    | tajemník MěNV | zvolen starostou         |
| 1990 | 1995 | Růžena Roubalová    | BEZPP | tajemnice MěÚ |                          |
| 1995 | 2003 | Milena Vinšová      | BEZPP | tajemnice MěÚ |                          |
| 2003 | -    | Bc. Václava Nosková | BEZPP | tajemnice MěÚ |                          |

## Seznam duchovních města Město Touškov od roku 1283
| Od   | Do    | Jméno                   | Řád           | Ustanovení    | Poznámka                                                                                                |
| ---- | ----- | ----------------------- | ------------- | ------------- | --- |
| 1283 | 1288  | Chotěbor                | benediktinský | probošt       | |
| 1288 | 1300  | Jan                     | benediktinský | probošt       | |
| 1300 | 1326  | Jan                     | benediktinský | probošt       | |
| 1326 | 1328  | Vlačej                  | benediktinský | probošt       | |
| 1328 | 1329  | Theodorik               | benediktinský | probošt       | |
| 1329 | 1332  | Odolen                  | benediktinský | probošt       | |
| 1332 | 1343  | Žibřid                  | benediktinský | probošt       | |
| 1343 | 1355  | Bedřich                 | benediktinský | probošt       | |
| 1355 | 1370  | Chotěbor                | benediktinský | probošt       | |
| 1370 | 1380  | Jindřich Karhan         | benediktinký  | probošt       | |
| 1380 | 1409  | Jan                     | benediktinský | probošt       | |
| 1409 | 1418  | Racek                   | benediktinský | probošt       | |
| 1418 | 1435  | Mikuláš Stříbrník       | benediktinský | probošt       | |
| 1435 | 1448  | Jan Hájek               | benediktinský | probošt       | |
| 1448 | 1455  | Tomáš                   | benediktinský | probošt       | |
| 1455 | 1460  | Petr                    | benediktinský | probošt       | |
| 1460 | 1481  | Havel                   | benediktinský | probošt       | |
| 1481 | 1504  | Jan                     | benediktinský | probošt       | |
| 1504 | 1507  | Stanislav               | benediktinský | probošt       | |
| 1507 | 1525  | Blažej                  | benediktinský | probošt       | |
| 1525 | 1534  | Kryštof                 | benediktinský | probošt       | |
| 1534 | 1566  | Placid                  | benediktinský | probošt       | |
| 1566 | 1573  | Samuel                  | -             | pastor        | protestantský kněz                                                                                      |
| 1573 | 1591  | Kašpar Mindl            | -             | pastor        | protestantský kněz                                                                                      |
| 1591 | 1600  | Kašpar Mušik            | -             | pastor        | protestantský kněz                                                                                      |
| 1600 | 1622  | Mikuláš Krupěhorský     | -             | pastor        | protestantský kněz (vypovězen)                                                                          |
| 1622 | 1631  | Oldřich Gemeconius      | -             | farář         | římskokatolický kněz                                                                                    |
| 1631 | 1647  | Jakub de Santo          | -             | farář         | |
| 1647 | 1651  | Jan Ludvík Angularis    | -             | farář         | |
| 1651 | 1657  | Moric Ris               | benediktinský | farář         | |
| 1657 | 1665  | Šimon Malachovský       | benediktinský | farář         | |
| 1665 | 1689  | Rupert Tomáš König      | benediktinský | farář         | |
| 1689 | 1695  | Alexej Janka            | benediktinský | farář         | |
| 1695 | 1699  | Otto Steinbach          | benediktinský | farář         | od r. 1697 probošt                                                                                      |
| 1699 | 1701  | Mikuláš Zelenka         | benediktinský | probošt       | |
| 1701 | 1735  | Jan Dietrich            | benediktinký  | probošt       | |
| 1735 | 1739  | Amandus Streer          | benediktinský | probošt       | od r. 1756 kladrubský opat                                                                              |
| 1739 | 1746  | Emilián Kolb            | benediktinský | probošt       | |
| 1746 | 1765  | Petr Fischer            | benediktinský | probošt       | |
| 1765 | 1771  | Anselm Sieber           | benediktinský | probošt       | |
| 1771 | 1773  | Vendelín Haering        | benediktinský | probošt       | |
| 1773 | 1775  | Roman Mühlwentzl        | benediktinský | probošt       | |
| 1775 | 1778  | Celestin Hein           | benediktinský | probošt       | |
| 1778 | 1787  | Havel Tulipan           | benediktinský | probošt       | poslední touškovský probošt                                                                             |
| 1787 | 1806  | ThDr. Jošt Hoch         | benediktinský | farář         | poslední převor kladrubského kláštera Měl být původně zvolen opatem, ale jeho volba už nebyla povolena. |
| 1806 | 1834  | Karel Poeschl           | -             | farář         | |
| 1834 | 1835  | Antonín Hlavan          | -             | farář         | od r. 1835 plzeňský arciděkan                                                                           |
| 1835 | 1836  | Jan Eidkum              | -             | administrátor | |
| 1836 | 1844  | Bonifác Jirša           | -             | farář         | |
| 1844 | 1880  | Jan Eidkum              | -             | farář         | od r. 1870 děkan                                                                                        |
| 1880 | 1895  | Ludvík Kaschka          | -             | farář         | |
| 1895 | 1899  | Valentin Lanhaus        | -             | farář         | |
| 1899 | 1919  | Josef Köhler            | -             | farář         | |
| 1919 | 1938  | Mons. ThDr. Josef Resl  | -             | farář         | od r. 1929 plzeňský děkan a arcibiskupský notář                                                         |
| 1938 | 1945  | Václav Schaffer         | -             | farář         | |
| 1945 | 1951  | Josef Vajdiš            | -             | farář         | |
| 1951 | 1955  | Josef Kokoška           | -             | administrátor | |
| 1955 | 1959  | Stanislav Kapavík       | -             | administrátor | |
| 1959 | 1965  | Jaroslav Aubrech        | -             | farář         | |
| 1965 | 1966  | Jaroslav Bosáček        | -             | administrátor | |
| 1966 | 1999  | Jiří Mošna              | -             | farář         | od r. 1973 děkan, od r. 1988 os. arciděkan                                                              |
| 1999 | 2010  | Jiří Barhoň             | -             | administrátor | |
| 2010 | dosud | Mons. Vladimír Gajdušek | -             | farář         | od r. 2009 soudní vikář plzeňské diecéze                                                                |